# Comitè Nacional de Papua Occidental
El Comitè Nacional de Papua Occidental (CNPO) (en indonesi: Komite Nasional Papua Barat, KNPB) és una organització no governamental papuana, partidària de l'autodeterminació de Papua Occidental, de forma pacífica, a través d'un referèndum. Creada el 19 de novembre de 2008 aglutina diverses entitats i actua com a catalitzador de campanyes no violentes. El dret a l'autodeterminació es va negar a exercir-se malgrat que estava previst en l'acord internacional de 1962, signat entre els governs dels Països Baixos, Indonèsia i l'ONU.

## Suports
Les organitzacions Parlamentaris Internacionals per a Papua Occidental (PIPO) i Advocats Internacionals per a Papua Occidental (AIPO) assessoren al CNPO en l'ús de mètodes legals per a fer realitat el dret a l'autodeterminació del poble papuà de Papua Occidental. Segons el seu coordinador, Mario Pigei, aquestes entitats reconeixen el CNPO com a defensora local de l'autodeterminació. En una de les seves concentració a Brussel·les, que va marcar el registre de PIPO i AIPO a la Unió Europea, Pigei va dir que «es continuen cometent violacions dels drets humans a Papua amb l'assassinat de líders papuans com Kelly Kwalik».

## Història
El CNPO es va formar l'any 2008 a la ciutat de Jayapura a partir de la cooperació de diverses organitzacions no governamentals papuanes. A l'abril de 2009, vuit manifestants van ser assassinats per la policia durant una manifestació organitzada pel CNPO, que va implicar a més de 15.000 persones. Un dels agents de policia va resultar ferit per una fletxa. El 2009 va proposar que centenars d'estudiants papuans de Java, Bali, Makassar i Manado realitzessin un èxode de tornada a Papua per a establir refugis al camp de Sentani, on està enterrat Theys Eluay. No obstant això, van ser perseguits des d'allà per la policia amb l'arrest i l'empresonament de diversos estudiants. El 22 de març de 2010 va organitzar una sèrie de noves manifestacions al carrer. Quinze participants van ser arrestats després que la policia utilitzés armes de foc per a dispersar la multitud.
El novembre de 2010, el congrés de l'entitat va escollir Buchtar Tabuni com a president, Augustine Trapen com a secretari, Mako Tabuni com a vicepresident i Victor Yeimo com a portaveu internacional. Des d'aleshores, el CNPO té representació a gairebé totes les regions de Papua Occidental, a Jakarta, a Manado i disposa d'una nodrida xarxa internacional. Poc després, Buchtar Tabuni i Victor Yeimo van ser arrestats i condemnats a tres anys de presó acusats d'incitació i incompliment de la seguretat de l'estat d'Indonèsia. El 2011 Buchtar Tabuni va tornar a ser empresonat, acusat de destruir béns de la presó, mentre estava detingut. El seu adjunt, Mako Tabuni, va ser assassinat el 14 de juny de 2012 per agents de paisà de la policia indonèsia, membres de la unitat especial Densus 88. Victor Yeimo va succeir a Buchtar Tabuni com a president, però es va amagar immediatament, ja que la policia també el perseguia.
El 2 d'agost de 2011, AIPO va organitzar una conferència per a buscar vies legals per a resoldre l'estatus polític de Papua Occidental, ja que suposava un il·lícit internacional en tant que la població mai no va poder exercir el dret a l'autodeterminació que li conferia el tractat supervisat per l'ONU.